# Fahrzeugtechnik Dessau
Fahrzeugtechnik Dessau was een fabrikant van rollend materieel, gevestigd in de Duitse stad Dessau. In Nederland rijden door dit bedrijf gebouwde Protos-treinstellen van Connexxion op de Valleilijn.

## Geschiedenis
Vanaf mei 2006 behoorde Fahrzeugtechnik Dessau tot het Russische conglomeraat ZAO Transmashholding. Na het faillissement in maart 2008 kon het bedrijf een doorstart maken. Sinds december 2008 is Fahrzeugtechnik Dessau eigendom van de Roemeense Compania de Transport Feroviar Bucuresti S.A. (CTF). Bij deze overname is de productie van Protos-treinstellen niet meegenomen; hierdoor zal Connexxion in Nederland de enige afnemer zijn van deze treinstellen.
In 2016 werd opnieuw het faillissement aangevraagd. Er werd geen nieuwe investeerder gevonden en het bedrijf werd gesloten.